# Топографско снимање
Мануелни графички премер (на примеру у размери 1 : 25000) се састоји из више етапа:

## Припремни радови у канцеларији
- Рачунање координата ћошкова рама карте. Наношење срачунатих координата ћошкова као и координата тригонометријских тачака на хамер који је залепљен (каширан) на алуминијумску плочу, коришћењем координатографа.

## Радови на терену
- Изналажење тргонометријских тачака и њихово сигналисање.
- Уједно, да би се погустила мрежа сигналишу се и тзв. геометријске тачке (лако уочљиви, маркантни објекти као што су појединачно дрвеће, врхови итд.)
- Рачунање координата геометријских тачака пресецањем са најмање три тригонометријске тачке.
- Снимање терена

Снимање терена се врши по познатим принципима. Снимају се преломне тачке објеката који могу да се представе у размери карте. Објекти који се не могу представити у размери приказују се условним знаком. Дужине и углови се мере Кипреглом (Геодетски сто), визирањем на летву и читањем одсечка на летви и вертикалног угла. Дужина се помоћу шибера одмах редукује на хоризонт и помоћу шестара нанесе на хамер. Из дужине и вертикалног угла се, такође помоћу шибера, срачуна висинска разлика. Шестаром нанете снимљене тачке одмах се у оловци спајају и тако се добијају контуре снимљених објеката. Рад на једној станици је завршен када су извучени у оловци сви снимљени објекти и када су изинтерполоване изохипсе на том делу терена.
У насељеним местима развија се полигонски воз за снимање детаља, а кроз веће шумске пределе вуку се бусолни возови код којих се планшета са кашираним хамером оријентише помоћу бусоле.
Упоредо са снимањем врши се и прикупљање назива за пределе, хидрографију и орографију. Подаци који се не могу одмах прикупити на терену означавају се на олеатама. Израђује се: олеата висина, олеата назива, култура, хидрографије.

## Завршни радови у канцеларији
Све што се на карти представља црном бојом исцртава се у тушу. Када се направи туш задовољавајуће густине сипа се у стаклену посудицу у коју се умаче перо дебљине 0,1мм (жилот перо).
Да би линије биле добро засићене не исцртавају се потезом руке већ низањем тачке до тачке. Пошто је дебљина жилот пера 0,1мм, линије које треба извлачити дебљином 0,2мм добијају се извлачењем две паралелне линије дебљине 0,1мм. 
Елементи који се на карти не приказују црном бојом исцртавали су се тако што се жилет перо умакало у водене боје (за хидрографију-плава, за вегетацију-зелена, за изохипсе-сепија итд.)
Овакав начин снимања вршио се све до 1957-58 године када се прешло на аерофотограметрију.